# Scott Holmquist
Scott Holmquist (né à Minneapolis) est un artiste plasticien franco-américain qui produit des livres, des archives et des installations multimédias. Il est surtout connu pour son travail sur les vendeurs de drogue immigrés africains à Berlin et les cultivateurs de cannabis en Californie du Nord.

## Biographie et parcours
Holmquist grandit à Minneapolis aux États-Unis dans un milieu ouvrier du Nord de la ville. Outre les États-Unis, il a vécu en Suède et en France. Il réside depuis 2011 à Berlin, en Allemagne.
Il étudie tour à tour l'économie socialiste du Löntagarfonderna (ou Fonds pour l'Emploi, une version socialiste du fonds souverain) à l'Université de Göteborg Suède, et la théorie sociale à l'Université de Californie à Berkeley.
Il travaille tout d’abord comme chercheur pour l’Institute for Policy Studies et pour le National Urban Coalition à Washington DC, mais très vite oriente ses pratiques de recherche pour réaliser des projets artistiques. Les premiers prennent la forme de vidéo-collages et de films documentaires. Il produit ses premières installations multimédia à New York et Vienne en 2001 et 2002 (blind eye projects).

## Œuvre
Le travail de Scott Holmquist se situe à l’intersection des pratiques de la recherche d’archive et de la démarche artistique dite in situ.
Son œuvre a reçu une grande attention institutionnelle et médiatique. Ses recherches sur le phénomène socioculturel suédois des Raggare dans les années 90 ont donné lieu à une invitation au Musée nordique de Stockholm (Nordiska Museet). À propos de l’exposition de 2013 intitulée « Peace.Love.Insurgency », le Washington Post décrit le travail de Holmquist comme « politique et pourtant fantaisiste ». Pour l’exposition die dritte Mauer und die letzte Held (Le troisième mur et le dernier héro) créée en 2014 au musée de Kreuzberg à Berlin, Lothar Müller dans le Süddeutsche Zeitung, un des trois grands quotidiens allemands, écrit « [Holmquist a] monumentalisé l'insurrection des producteurs de cannabis de la Californie du Nord érigée contre le gouvernement des États-Unis, sous la forme de livres d'art, puis a traversé l'Atlantique et s'est immergé dans l'esprit révolutionnaire de Kreuzberg ».
En 2016, Artnet rapporte que le projet de Holmquist pour « ériger dans un parc du district de Kreuzberg un monument à l'honneur des dealers africains [...] a même obtenu un soutien politique », en faisant référence au Parti Pirate, alors membre du gouvernement de Berlin. En 2017, les médias de nombreux pays ont couvert la série d’interventions très controversées, groupées sous le titre d’ Andere Heimaten: Herkunft und Migrationsrouten von Drogenverkäufern in Berliner Parks (Autres terres natales: origines et routes migratoires des dealers berlinois) et soutenue par une bourse de la Rosa Luxemburg Fondation à Berlin.
En octobre 2017, les dirigeants politiques de la CDU Berlin entament des procédures devant l'assemblée du district pour obliger le musée de Kreuzberg à annuler l'exposition Andere Heimaten. Les efforts du CDU échouent, contrecarrés par l’action des membres de l'Assemblée des partis Parti Vert et La Gauche. L’exposition a lieu comme prévu de novembre 2017 à janvier 2018.
L'exhibition DEALER POSES: Photographed and Remembered à la galerie IG Bildende Kunst à Vienne en Autriche en mars 2019, exposait les thèmes de la représentation du trafic de drogue dans les espaces publics au travers de dizaines de collages réalisés à partir d’une collection de photos de presse couvrant le sujet en Allemagne depuis les vingt dernières années, y compris celles utilisées pour illustrer des articles sur les expositions et interventions de l'artiste, comme sa proposition d’un monument pour les trafiquants de drogue dans les parcs publics.
De midi le 27 au midi le 28 octobre 2019, Holmquist a organisé un sit-in de vingt-quatre heures dans le parc de Görlitz de Berlin en solidarité avec les dealers de Parcs Publics. Une version de trois mètres de sa statue LAST HERO a été érigée durant cette manifestation.

## Livres d'artiste et publications sélectionnés
• Low Tide – object index draft 2 (2014)
• BGzSReb und BuUmZoG Jahre 2090 (Livre de lois relatives à la protection et la promotion des traditions allemandes de squat et de rébellion dans les zones urbaines à haut niveau de revenus) pour l’exposition Peace.Love.Insurgency (2013)
• Hippies & Weed Portable Insurgent, “chronic freedom series,” book – sound-images broadsheet (2013)
• chronic freedom, “chronic freedom series” (2010)
• Hot Cars and Cool Media: The Swedish Raggare Subculture, In: The Global Village: Dead or Alive? ed. Ray Brown and Marshall Fishwick (1999, Bowling Green State University Popular Press)
• ‘Pope in transit; dictator 'in transition,' In These Times (April 29, 1987)
• Vital Resources: An Annotated Bibliography in Community Economic Development, Community Information Exchange, National Urban Coalition and Institute for Policy Studies (1987)

## Organisations
• Cofondateur et membre du conseil d’administration de l’archive Humboldt Area Peoples Archive (l’Archive des habitants de la région de Humboldt), basée à Eureka en Californie

## Presse et bibliographie (liste non exhaustive)
• Garus, Tom: Künstler Scott Holmquist plant ein Denkmal für Drogendealer, (Interview), rbb24.de, December 27, 2017
• Knight, Ben: Berlin exhibition on ‘Brave’ African Drug Dealers Courts Controversy, Deutsche Welle, December 6, 2017
• Vorreyer, Thomas: Diese Künstler widmen Berliner Dealern eine ganze Ausstellung, VICE, November 18, 2017
• Schmitz, Thorsten: Dealer, geadelt, Süddeutsche Zeitung, November 18, 2017
• Schupelius, Gunar: In Friedrichshain-Kreuzberg werden Drogenhändler als „tapfer“ geehrt, B.Z. Berlin, October 25, 2017
• Atwas, Shachar: The Man Who Seeks to Erect a Monument to Frug Dealer in Berlin, Haaretz, September 8, 2016
• Ben, Knight: US artist proposes public monument to Berlin’s African drug dealers, Deutsche Welle, July 21, 2016
• Aegidius, Maja und Birch, Jacob:  Chronic Freedom – interview with Scott Holmquist, ILLEGAL!, Nr. 8, 2015
• Molnár, Edit: A harmadik fal és az utolsó lovag (The Third Wall and the Last Hero), Műértő, Budapest, July 2014
• Vitzthum, Virginia: Better loving through imagery, Salon, May 12, 2000
• Clement, Doug: Gringo Tree God, City Pages, February 27, 1991